# Camino a Idilia
Camino a Idilia es el cuarto disco de la banda Argentina de Hardcore Melódico Shaila.
Fue publicado el 18 de noviembre de 2006.

## Lista de canciones
1. "Sudamérica II - El Fracaso Regional" (2:40)
2. "Los Caminantes" (2:46)
3. "Noviembre" (3:32)
4. "Paralogismo en 6" (2:41)
5. "La Perfección de los Soberbios" (2:51)
6. "Sudamérica I - Malinche" (3:19)
7. "L'amour et L'déception" (3:11)
8. "Valparaíso" (2:57)
9. "Incendio Global" (2:47)
10. "Idilia" (3:16)
11. "Ironía(s)" (2:20)
12. "Sudamérica III - La Meta Supranacional" (2:31)
13. "Aunque Digan Que No" (2:46)
14. "Alter Ego / Track fantasma "Gracias"" (8:14)

Todas las Letras de Joaquín Guillén. 
Música en todas las canciones de Pablo coniglio, excepto en "Paralogismo en 6" por Joaquín Guillén. Todas las canciones fueron arregladas por Shaila. 
Guitarras acústicas por Pablo coniglio en "Alter Ego", "Aunque digan Que No", "La perfección De Los Soberbios", "L'amour et l'deception" y "Incendio Global".

## Videos
- Sudamérica II - El Fracaso Regional
- Incendio Global

## Miembros
- Joaquín Guillén (Voz)
- Pablo Coniglio (Bajo y coros)
- Yasser Eid (Guitarra líder)
- Santiago Tortora (Guitarra base)
- GuidoX (Batería)

Participaciones:
- Matias Álvarez (Rodia) canta en "La Meta Supranacional"

- Datos: Q5026782